# گیدو اونور
گیدو اونور (انگلیسی: Guido Onor؛ زادهٔ ۲۰ ژوئن ۱۹۴۸) بازیکن فوتبال اهل ایتالیا است.
از باشگاه‌هایی که در آن بازی کرده‌است می‌توان به باشگاه ورزشی لاتزیو، باشگاه فوتبال مسینا، باشگاه فوتبال یوونتوس، باشگاه فوتبال سالرنیتانا، باشگاه فوتبال مونتسا، و باشگاه فوتبال لیورنو اشاره کرد.